# Downtown line (métro de Singapour)
 (mai 2020).
Si vous disposez d'ouvrages ou d'articles de référence ou si vous connaissez des sites web de qualité traitant du thème abordé ici, merci de compléter l'article en donnant les références utiles à sa vérifiabilité et en les liant à la section « Notes et références ».
Pour les articles homonymes, voir Downtown.
La Downtown line (parfois abrégée en DTL) est l'une des six lignes du métro de Singapour (MRT). Elle relie les stations Bukit Panjang, au nord-ouest, à Expo à l'est. Son tracé possède une forme particulière, effectuant une boucle complète à travers le centre-ville de Singapour. Exploitée par SBS Transit, la ligne a un parcours entièrement souterrain long de 41,9 km pour 34 stations. Le temps de trajet total est d'environ 67 minutes. Entièrement automatisée, la ligne utilise des trains de capacité intermédiaire de trois voitures de type C951/C951A. Elle est identifiée par la couleur bleue sur les plans du réseau.
Issue à l'origine de la fusion de trois projets distincts, la Downtown line, cinquième ligne de MRT à être construite à Singapour, est inaugurée le 22 décembre 2013 entre les stations Bugis et Chinatown. Elle est ensuite étendue de Bugis à Bukit Panjang le 27 décembre 2015 puis de Chinatown à Expo le 21 octobre 2017. La troisième phase, qui étendra la ligne d'Expo à Sungei Bedok, est prévue pour 2024. La ligne aura alors une longueur de 44 km pour 36 stations et une fréquentation quotidienne d'un demi-million de voyageurs.